# Stegidotea pinnata
Stegidotea pinnata är en kräftdjursart som beskrevs av Gary C.B. Poore 1985. Stegidotea pinnata ingår i släktet Stegidotea och familjen Chaetiliidae. Inga underarter finns listade i Catalogue of Life.